# 광석 라디오

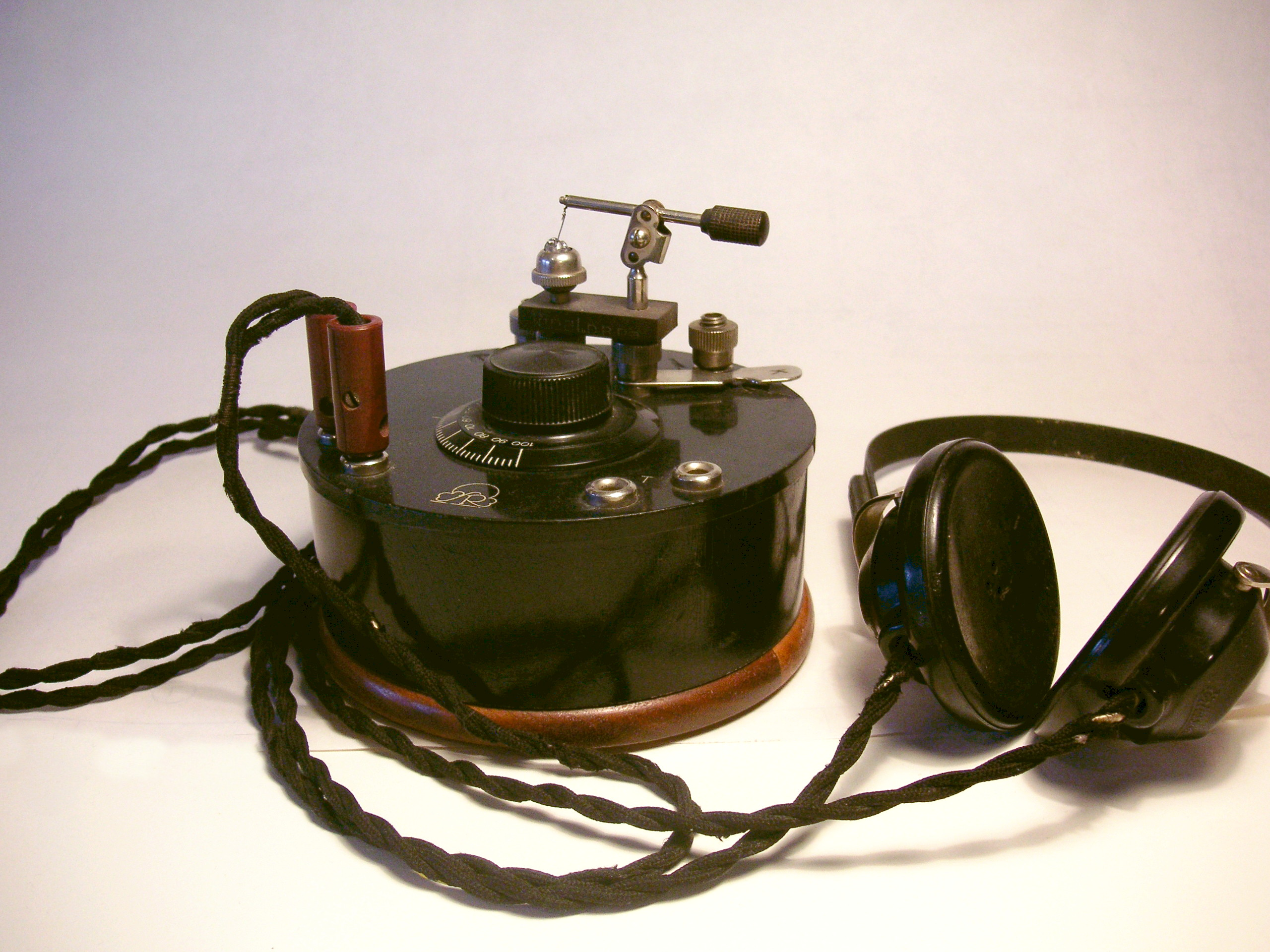
광석 라디오

광석 라디오(Crystal radio)는 게르마늄 라디오라고도 불리며, 전력 없이 작동되는 라디오이다. 광석검파수신기라고도 한다.
광석 라디오는 방연석, 실리콘, 저마늄 등의 광석을 사용하여 제작되며 '크리스탈 이어폰'이라고 하는 저전압에서도 작동되는 특수한 이어폰을 달아줘야 들을 수 있다.
안테나에서 받는 미약한 전파를 그대로 검파하는 방식으로 전력 없이 작동되므로 소리가 작은 데다 잡음도 많으며, 감도가 약하여 수신 가능한 범위도 트랜지스터 라디오에 비해 근거리에 한정되어 있다. 이를 해결하려면 자체 증폭기가 달린 엠프 등 전원으로 작동되는 스피커 장치에 사운드 케이블을 달아 출력해야 한다.
동조회로, 검파기 및 리시버로 이루어진 구조가 매우 간단한 라디오이기 때문에 크기도 매우 작고 휴대도 간편하였다. 휴대용과 무전원이라는 특성 때문에 가난한 나라에서 다이오드나 각종 부품 등을 이용해서 이 광석 라디오를 들었다고 하며, 세계 2차 대전 당시에 군인들의 참호에서처럼 등 극한상황에 처한 사람들이 일반적인 라디오를 들을 수 없을 때 주변에서 구할 수 있는 금속류 등을 이용해 광석 라디오를 만들어서 외부 소식을 듣기도 하였다.

## 같이 보기
- 코히러